# NGC 5806
NGC 5806 (другие обозначения — UGC 9645, MCG 0-38-14, ZWG 20.41, IRAS14574+0205, PGC 53578) — спиральная галактика с перемычкой (SBb) в созвездии Дева.
Этот объект входит в число перечисленных в оригинальной редакции «Нового общего каталога».
В галактике вспыхнула сверхновая SN 2012P типа Ib/c, её пиковая видимая звездная величина составила 15,0.
В галактике вспыхнула сверхновая SN 2004dg типа II, её пиковая видимая звездная величина составила 17,1.